# Hypovoria hilaris
Hypovoria hilaris är en tvåvingeart som beskrevs av Villeneuve 1912. Hypovoria hilaris ingår i släktet Hypovoria och familjen parasitflugor. Arten har ej påträffats i Sverige. Inga underarter finns listade i Catalogue of Life.